# Point chaud des Kerguelen
Le point chaud des Kerguelen est un point chaud volcanique à l'origine du plateau des Kerguelen, dans le sud de l'océan Indien. De fait, il a produit les îles Kerguelen, l'île Heard ainsi que l'île McDonald.